# Sombrero

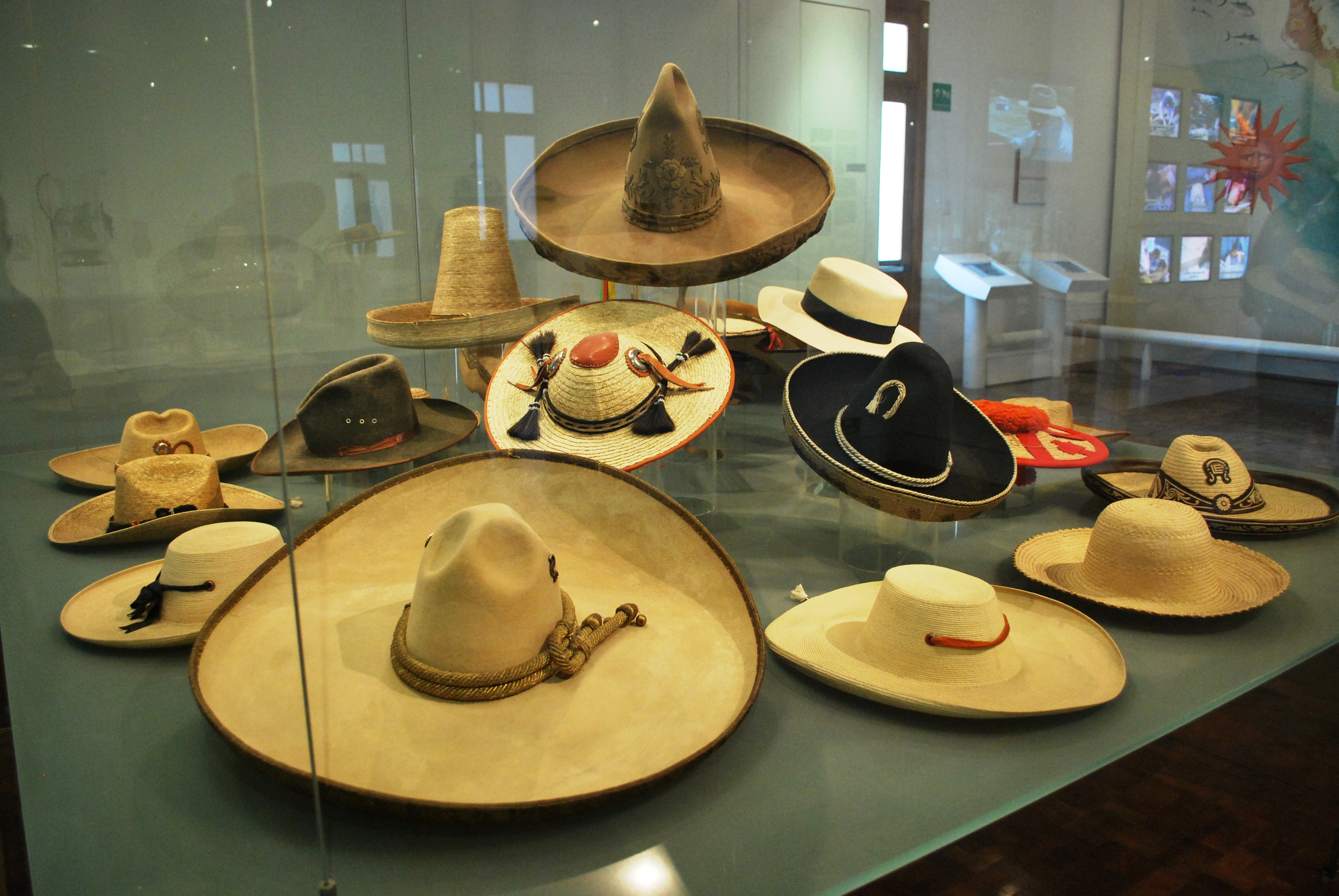
Sombreros de charro im Museo de Arte Popular in Mexiko-Stadt

Sombrero (wörtlich: „Beschatter“, nach spanisch sombra ‚Schatten‘) ist das spanische Wort für einen breitkrempigen und somit schattenspendenden Hut.

## Sombrero de charro (Mexiko)
Im Deutschen steht das Lehnwort „Sombrero“ vor allem für den mexikanischen Sombrero de charro, einen breitkrempigen, aus Filz, Leder oder Stroh gefertigten Hut, der berittenen Rinderhirten und Feldarbeitern als Sonnenschutz dient. Der Name leitet sich von den Charros (Viehhirten) her. Er ist Bestandteil der traditionellen Tracht und existiert in vielen Varianten, etwa als San Luis Moderado, Pachuca, Cocula oder Hacendado. Traditionelle Sombreros de charro werden von spezialisierten Handwerkern (meist im Bundesstaat Hidalgo) hergestellt und unterscheiden sich von den Exemplaren, die an Touristen verkauft werden.

## Sombrero Vueltiao (Kolumbien)

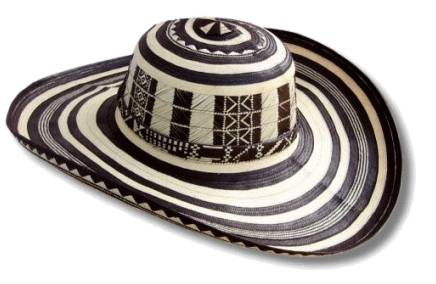
Sombrero Vueltiao

Der Sombrero Vueltiao ist ein traditioneller Hut aus der kolumbianischen Karibikregion, insbesondere aus dem Departamento Córdoba und den angrenzenden Gebieten. Er wird aus den Blättern der Caña Flecha geflochten. Der Sombrero Vueltiao gilt als Nationalsymbol Kolumbiens und wird sowohl im Alltag als auch bei kulturellen Festen und Tänzen getragen.

## Sombrero cordobés (Spanien)

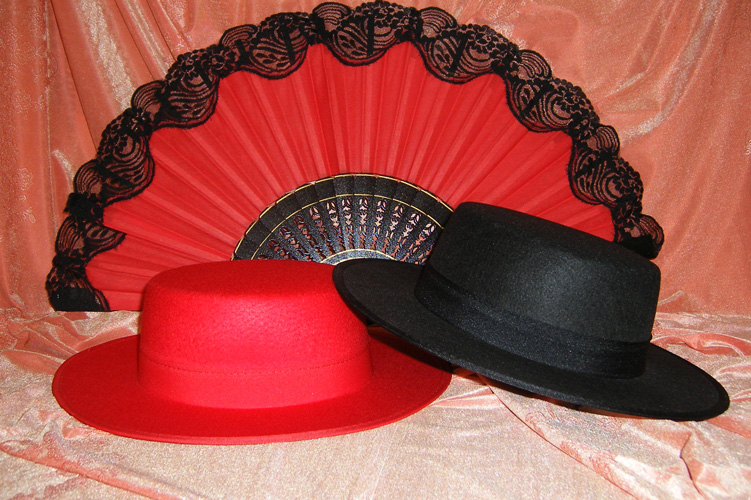
Sombrero cordobés

In Andalusien findet man den flachen Sombrero cordobés, kurz auch Cordobés genannt. Er hat eine ca. 8 cm breite, flache Krempe und einen 10 bis 12 cm hohen, konischen Kopf. Der Name bezieht sich auf die Stadt Córdoba. Sombreros cordobeses werden von Männern und Frauen beim Flamenco (beispielsweise beim Garrotín) und von andalusischen Reitern und Reiterinnen getragen. Das Material ist ein Wollfilz oder – in der günstigeren Variante – ein Filz aus Kunstfaser. Die gebräuchliche Farbe ist Schwarz, jedoch findet man inzwischen Sombreros cordobeses auch in Rot, Grün, Braun, Grau und anderen Farben.